# Internationale Sammlerzeitung
Die Internationale Sammlerzeitung war laut ihrem Untertitel ein „Zentralblatt für Sammler, Liebhaber und Kunstfreunde“. Die deutschsprachige Zeitschrift erschien in Wien im Zeitraum von 1909 bis 1938 und beschäftigte sich insbesondere mit Antiquitäten und dem Kunsthandel. Zeitweilig erhielt sie als Supplement die Flugblätter für Gemälde-Kunde.
Die Jahrgangs-Bände wurden teilweise digitalisiert und sind kostenfrei online mit Volltextrecherche-Möglichkeit über die Universitätsbibliothek Heidelberg zugänglich.